# Anthony Edwards (cestista)
Anthony Edwards (Atlanta, 5 agosto 2001) è un cestista statunitense, professionista nella NBA con i Minnesota Timberwolves.

## Caratteristiche tecniche
Anthony Edwards si distingue in tutta la lega in particolare per il suo atletismo e per la capacità di attaccare il ferro, ma è migliorato molto anche nel tiro, compreso oltre l'arco. Si fa valere, inoltre, come marcatore e in difesa, dimostrando molta energia e tempismo nelle stoppate.

## Carriera

### Inizi e high school
Edwards è nato e cresciuto ad Atlanta. All'età di tre anni gli viene affibbiato dal padre il soprannome Ant-Man. Per buona parte della sua infanzia, Edwards gioca a football, venendo impiegato principalmente come running back, quarterback e cornerback. All'età di 10 anni era considerato uno dei migliori running back della nazione dall'organizzazione Pop Warner. Nonostante questo, Edwards inizia a concentrarsi sul basket, da lui ritenuto "più divertente", dopo aver visto i fratelli giocare. All'età di 14 anni inizia ad allenarsi con Justin Holland, ex giocatore di basket collegiale a Liberty e allenatore.
Grazie al successo con l'Atlanta Xpress 15-under del circuito AAU, Edwards viene nominato recluta a quattro stelle dal sito specializzato Rivals dopo l'estate del 2016. Inizia a giocare a basket per la Therrell High School di Atlanta come membro della classe 2019.
All'inizio di gennaio 2017, Edwards si trasferisce alla Holy Spirit Preparatory School di Atlanta e si riclassifica nella classe 2020, al fine di migliorare le sue performance accademiche. Nel marzo 2018 guida la squadra alla vittoria del titolo statale della Georgia nella classe AAA. Dopo aver migliorato le sue performance accademiche, Edwards si riclassifica nuovamente nella classe 2019. Come conseguenza, il sito specializzato 247Sports lo posiziona al primo posto nel ranking. Da senior, la sua squadra perde nella finale statale contro la Heritage School, nonostante i 27 punti di Edwards. Chiude la stagione con 29 punti, 9 rimbalzi e 2 assist di media a partita. Edwards viene dunque inserito nello USA Today All-USA First Team e nel MaxPreps All-American Fourth Team. Nei mesi di marzo e aprile 2019 prende parte, rispettivamente, al McDonald's All-American Game e al Jordan Brand Classic.

### College

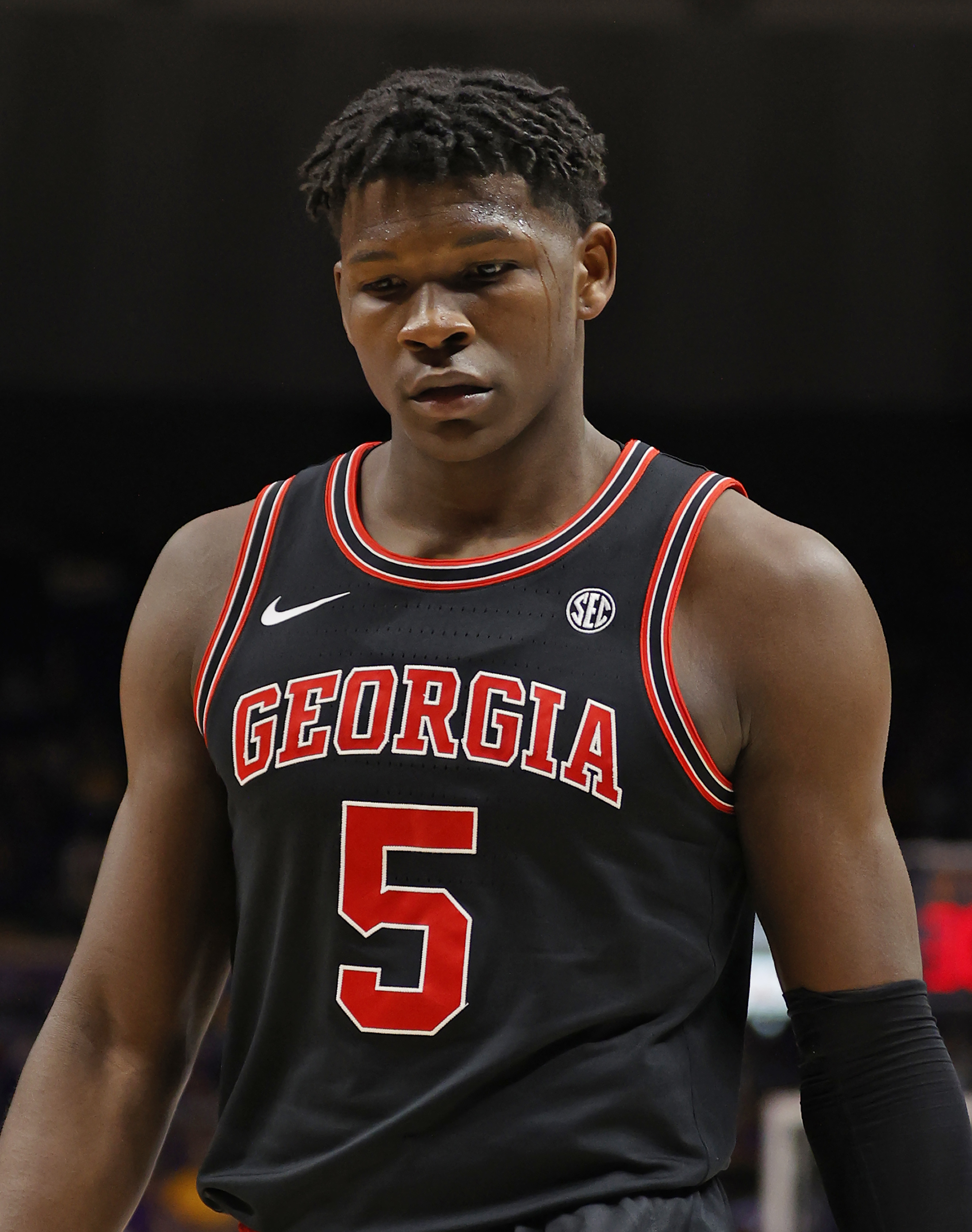
Edwards con i Georgia Bulldogs nel 2020

Considerato universalmente una recluta a 5 stelle, e la miglior guardia della sua classe, Edwards riceve numerose offerte da prestigiosi college, quali Florida State, Kentucky, Kansas, North Carolina e Georgia, scegliendo proprio quest'ultima. Edwards diventa così la recluta con il ranking più alto a scegliere Georgia (nell'era moderna). Edwards era particolarmente attratto da Georgia perché i suoi due giocatori preferiti, Dwyane Wade e Victor Oladipo, vennero entrambi allenati al college da Tom Crean, allenatore dei Bulldogs.
Il 5 novembre 2019 debutta con i Georgia Bulldogs, segnando 24 punti, 9 rimbalzi e 4 palle rubate nella vittoria 91-72 contro Western California e diventando il freshman dei Bulldogs con più punti al debutto dopo Dominique Wilkins nel 1979. Il 26 febbraio realizza 36 punti, collezionando 7 rimbalzi, 4 assist e 4 rubate nella sconfitta al supplementare contro South Carolina. Chiude la stagione come top scorer della sua squadra, venendo premiato come SEC Freshman of the Year e venendo incluso nell'All-SEC Second Team.
Il 20 marzo 2020 si dichiara eleggibile per il Draft NBA 2020.

### NBA

#### Minnesota Timberwolves (2020-)
Il 18 novembre 2020 viene selezionato come 1ª scelta assoluta al Draft NBA 2020 dai Minnesota Timberwolves

##### Stagione 2020–21: anno da rookie
Edwards debutta nella NBA il 23 dicembre 2020, facendo registrare 15 punti, 4 rimbalzi e 4 assist in 25 minuti, nella vittoria per 111–101 contro i Detroit Pistons. Il 18 marzo 2021 segna 42 punti, con 7 rimbalzi e 3 assist, nella gara contro i Phoenix Suns, diventando il terzo giocatore più giovane della storia della lega a segnare 40 punti in una partita. A fine stagione si classifica secondo nel premio di rookie dell’anno e viene inserito nel quintetto ideale delle matricole.

##### Stagione 2021–22: prima qualificazione ai playoff
Il 10 novembre 2021 Edwards segna l’allora primato personale di 48 punti, con 7 triple, nella sconfitta per 123–110 contro i Golden State Warriors. Il 25 gennaio 2022, nella vittoria per 109–107 sui Portland Trail Blazers, diviene il primo giocatore della storia della NBA a fare registrare almeno 40 punti, 9 rimbalzi, 3 stoppate, 3 palle rubate e 5 triple in una partita; si unisce quindi a Carmelo Anthony quale unico altro giocatore a segnare 40 punti senza assist all’età di vent’anni o inferiore. Il 7 aprile 2022 Edwards segna 49 punti nella vittoria per 127–121 sui San Antonio Spurs. Nel suo debutto nei playoff, il 16 aprile 2022, termina con 36 punti e 6 assist nella vittoria per 130–117 in gara 1 contro i Memphis Grizzlies nel primo turno. Minnesota viene eliminata da Memphis malgrado 30 punti, 5 rimbalzi, 5 assist, 2 palle rubate e 2 stoppate in gara 6 di Edwards.

##### Stagione 2022–23: prima convocazione all’All-Star Game
Il 21 gennaio 2023 Edwards segna un massimo stagionale di 44 punti, incluse 8 triple, con 6 rimbalzi, 4 assist, 3 palle rubate e 3 stoppate nella vittoria per 113–104 sugli Houston Rockets. Il 10 febbraio 2023 viene selezionato per il suo primo All-Star Game come riserva. Edwards e De'Aaron Fox sono annunciati come sostituti per gli infortunati Stephen Curry e Zion Williamson. Il 9 aprile, nell’ultimo turno della stagione regolare, Edwards mette a referto 26 punti, 13 rimbalzi, 4 assist, 4 palle rubate e 4 stoppate, contribuendo alla vittoria dei Timberwolves per 113–108 sui New Orleans Pelicans, guadagnando l’ottava testa di serie per il torneo play-in della Western Conference.
Nel primo turno, in gara 2 contro i Denver Nuggets, Edwards segna 41 punti nella sconfitta per 122–113. Quei 41 punti sono un nuovo record di franchigia nei playoff, superando il precedente primato di 40 di Sam Cassell. Il 21 aprile, in gara 3, Edwards segna 36 punti nella sconfitta per 120–111. Raggiunge così Kobe Bryant per il secondo numero di gare da almeno 30 punti nei playoff prima di compiere 22 anni. In gara 4, Edwards totalizza 34 punti, 6 rimbalzi, 5 assist, 2 palle rubate, 3 stoppate e una tripla cruciale che porta i Timberwolves alla vittoria per 114–108 ai tempi supplementari. In gara 5 Minnesota viene eliminata dai futuri campioni NBA dei Nuggets malgrado 29 punti, 8 rimbalzi, 7 assist e 2 stoppate di Edwards. Con i Nuggets in vantaggio 112–109 nei secondi finali della gara, Edwards sbaglia la tripla del pareggio mentre suonava la sirena.

##### Stagione 2023–24
Edwards cambia il suo numero di maglia dall’1 al 5 prima della stagione 2023-24. Il 13 novembre viene premiato come miglior giocatore della settimana della Western Conference per la prima volta in carriera dopo avere portato Minnesota a una settimana da imbattuta (4–0) tenendo una media di 31,3 punti, 6,3 rimbalzi, 6.8 assist e 2,0 palle rubate. Il 27 gennaio 2024 mette a tabellino 32 punti, 6 rimbalzi e un record in carriera di 12 assist nella sconfitta per 113–112 contro i San Antonio Spurs. Il 1º febbraio viene convocato per il suo secondo All-Star Game come riserva della Western Conference. Il 9 aprile segna un record in carriera di 51 punti nella vittoria per 130–121 sui Washington Wizards.
In gara 4 del primo turno di playoff contro Phoenix, Edwards segna 31 dei suoi 40 punti nel secondo tempo, con 9 rimbalzi e 6 assist, nella vittoria per 122–116 che chiuse la serie. È la prima volta che Minnesota vince una serie di playoff in vent’anni. Inoltre supera Kevin Garnett per il maggior numero di gare da 30 punti nei playoff nella storia del club, con otto. In gara 1 delle semifinali della Western Conference contro i Nuggets campioni in carica Edwards segna 43 punti nella vittoria per 106–99. Si unisce così a Kobe Bryant quale unico altro giocatore con due gare consecutive da 40 punti nei playoff all’età di 22 anni o inferiore. In gara 4 segna 44 punti, con 5 rimbalzi e 5 assist, nella sconfitta per 115-107.

## Statistiche

### NCAA
| Anno      | Squadra          | PG | PT | MP   | TC%  | 3P%  | TL%  | RP  | AP  | PRP | SP  | PP   |
| --------- | ---------------- | -- | -- | ---- | ---- | ---- | ---- | --- | --- | --- | --- | ---- |
| 2019-2020 | Georgia Bulldogs | 32 | 32 | 33,0 | 40,2 | 29,4 | 77,2 | 5,2 | 2,8 | 1,3 | 0,6 | 19,1 |
| Carriera  | Carriera         | 32 | 32 | 33,0 | 40,2 | 29,4 | 77,2 | 5,2 | 2,8 | 1,3 | 0,6 | 19,1 |

#### Massimi in carriera
- Massimo di punti: 43 vs Los Angeles Lakers(27 aprile 2025)[52]
- Massimo di rimbalzi: 15 vs Texas A&M (1º febbraio 2020)
- Massimo di assist: 7 vs Delaware State (15 novembre 2019)
- Massimo di palle rubate: 4 (3 volte)
- Massimo di stoppate: 3 vs Michigan State (26 novembre 2019)
- Massimo di minuti giocati: 44 vs South Carolina (26 febbraio 2020)

### Nba

#### Regular Season
| Anno      | Squadra            | PG  | PT  | MP   | TC%  | 3P%  | TL%  | RP  | AP  | PRP | SP  | PP   |
| --------- | ------------------ | --- | --- | ---- | ---- | ---- | ---- | --- | --- | --- | --- | ---- |
| 2020-2021 | Minnesota T'wolves | 72  | 55  | 32,1 | 41,7 | 32,9 | 77,6 | 4,7 | 2,9 | 1,1 | 0,5 | 19,3 |
| 2021-2022 | Minnesota T'wolves | 72  | 72  | 34,3 | 44,1 | 35,7 | 78,6 | 4,8 | 3,8 | 1,5 | 0,6 | 21,3 |
| 2022-2023 | Minnesota T'wolves | 79  | 79  | 36,0 | 45,9 | 36,9 | 75,6 | 5,8 | 4,4 | 1,6 | 0,7 | 24,6 |
| 2023-2024 | Minnesota T'wolves | 79  | 78  | 35,1 | 46,1 | 35,7 | 83,6 | 5,4 | 5,1 | 1,3 | 0,5 | 25,9 |
| 2024-2025 | Minnesota T'wolves | 79  | 79  | 36,3 | 44,7 | 39,5 | 83,7 | 5,7 | 4,5 | 1,2 | 0,6 | 27,6 |
| Carriera  | Carriera           | 381 | 363 | 34,8 | 44,6 | 36,4 | 80,4 | 5,3 | 4,2 | 1,3 | 0,6 | 23,9 |
| All-Star  | All-Star           | 1   | 0   | 17,1 | 75,0 | 0,0  | -    | 4,0 | 1,0 | 0,0 | 0,0 | 12,0 |

#### Play-off
| Anno     | Squadra            | PG | PT | MP   | TC%  | 3P%  | TL%  | RP  | AP  | PRP | SP  | PP   |
| -------- | ------------------ | -- | -- | ---- | ---- | ---- | ---- | --- | --- | --- | --- | ---- |
| 2022     | Minnesota T'wolves | 6  | 6  | 37,8 | 45,5 | 40,4 | 82,4 | 4,2 | 3,0 | 1,2 | 1,2 | 25,2 |
| 2023     | Minnesota T'wolves | 5  | 5  | 39,8 | 48,2 | 34,9 | 84,6 | 5,0 | 5,2 | 1,8 | 2,0 | 31,6 |
| 2024     | Minnesota T'wolves | 15 | 15 | 40,4 | 47,7 | 38,5 | 82,3 | 6,9 | 6,5 | 1,5 | 0,5 | 27,5 |
| 2025     | Minnesota T'wolves | 15 | 15 | 39,0 | 45,3 | 35,4 | 71,9 | 7,8 | 5,5 | 1,1 | 0,7 | 25,3 |
| Carriera | Carriera           | 41 | 41 | 39,7 | 47,4 | 38,3 | 82,8 | 5,9 | 5,5 | 1,5 | 1,0 | 27,8 |

#### Massimi in carriera
- Massimo di punti: 53 vs Detroit Pistons (5 gennaio 2025)[53]
- Massimo di rimbalzi: 14 vs Miami Heat (24 novembre 2021)
- Massimo di assist: 11 vs Chicago Bulls (18 dicembre 2022)
- Massimo di palle rubate: 6 (2 volte)
- Massimo di stoppate: 4 (2 volte)
- Massimo di minuti giocati: 48 vs Philadelphia 76ers (27 novembre 2021)

## Palmarès

### Individuale

#### High school
- McDonald's All-American (2019)
- Jordan Brand Classic (2019)

#### NCAA
- SEC Freshman of the Year (2020)
- All-SEC-Second Team (2020)

#### NBA
- NBA All-Rookie First Team (2021)
- All-NBA Team: 2

Second Team: 2024, 2025
- Partecipazioni all’All-Star Game: 2

2023, 2024

#### Nazionale
- FIBA World Cup All-Tournament Teams: 1

2023

## Record
- Uno dei tre giocatori (con LeBron James e Kevin Durant) a chiudere una partita NBA con almeno 40 punti, 5 rimbalzi e 5 assist prima di compiere 20 anni.[26]
- Più giovane giocatore della storia a realizzare 150 triple in carriera in NBA.[27]
- Più giovane giocatore della storia a realizzare 10 triple in una singola partita NBA.[54]

## Filmografia
Edwards ha fatto il suo debutto come attore nel film Hustle del 2022, prodotto da LeBron James e Adam Sandler, nel quale interpreta l'antagonista, Kermit Wilts, ai danni del protagonista Bo Cruz, interpretato da Juancho Hernangómez.
- Hustle (2022)